# Imperium (film, 2016)
Pour les articles homonymes, voir Imperium (homonymie).
Pour plus de détails, voir Fiche technique et Distribution.
Imperium est un film dramatique et un thriller américain, écrit et réalisé par Daniel Ragussis, tiré d'une histoire de Michael German (en). Le film est diffusé le 19 août 2016, dans une version limitée et à travers la vidéo sur demande par Lionsgate Premiere (en).

## Synopsis
Un agent du FBI, Nate Foster (Daniel Radcliffe) infiltre un groupe terroriste néo-nazi américain local pour les empêcher de fabriquer une bombe sale à partir de césium 137 volé, se faisant passer pour un vendeur de matériels médicaux, y compris pour la radiothérapie.
Il rencontre l'animateur radio « Dallas » Wolf (Tracy Letts), le chef de milice Andrew Blackwell (Chris Sullivan) et l'employé de bureau intellectuel Gerry Conway (Sam Trammell).

## Fiche technique
- Titre original et français : Imperium
- Titre québécois : Infiltré
- Réalisé : Daniel Ragussis
- Scénario : Michael German (en), Daniel Ragussis
- Costume : Amy Andrews
- Décor : Julia Dent
- Montage : Sara Corigan
- Musique : Will Bates
- Photographie : Bobby Bukowski
- Production : Dennis Lee (ko), Francisco Ordonez, Daniel Ragussis, Simon Taufique et Ty Walker, Harbor Picture Company (post-production)

Producteur exécutifs : Stan Wertlieb (en), Lauren Selig (en), Chad Moore, James Masciello et Warren Goz
- Société de production : Grindstone Entertainment Group, Sculptor Media, Atomic Features et Tycor International Film Company
- Société de distribution : Lionsgate Premiere (en) (États-Unis), Signature Entertainment (en) (Royaume-Uni), Shaw Organisation (Singapour), Ascot Elite Entertainment Group (Allemagne)
- Pays d'origine : États-Unis
- Langue originale : anglais
- Durée : 109 minutes
- Langue : anglais
- Genre : Drame, thriller, crime
- Date de sortie : 
  - États-Unis : 19 août 2016
  - France : 9 septembre 2016 (Festival américain de Deauville), 9 janvier 2018 en vidéo
  - Royaume-Uni : 23 septembre 2016

Sauf indication contraire ou complémentaire, les informations mentionnées dans cette section proviennent de la base de données IMDb.

## Distribution
- Daniel Radcliffe (VF : Adrien Solis) : Nate Foster
- Toni Collette (VF : Sophie Planet) : Angela Zamparo
- Tracy Letts (VF : Gérard Rouzier) : « Dallas » Wolf
- Sam Trammell (VF : Christophe Seugnet) : Gerry Conway
- Nestor Carbonell (VF : Yann Pichon) : Tom Hernandez
- Chris Sullivan (VF : Olivier Trechet) (pseudo) : Andrew Blackwell
- Seth Numrich (VF : Yann Pichon) : Roy
- Pawel Szajda (VF : Jean-Marco Montalto) : Vince Sargent
- Devin Druid (VF : Jean-Pierre Leblan) : Johnny
- Burn Gorman : Morgan

## Production

### Tournage
Le film est tourné à Hopewell dans l'état de Virginie entre le 20 septembre 2015 et le 7 octobre 2015

Principaux lieux de tournage
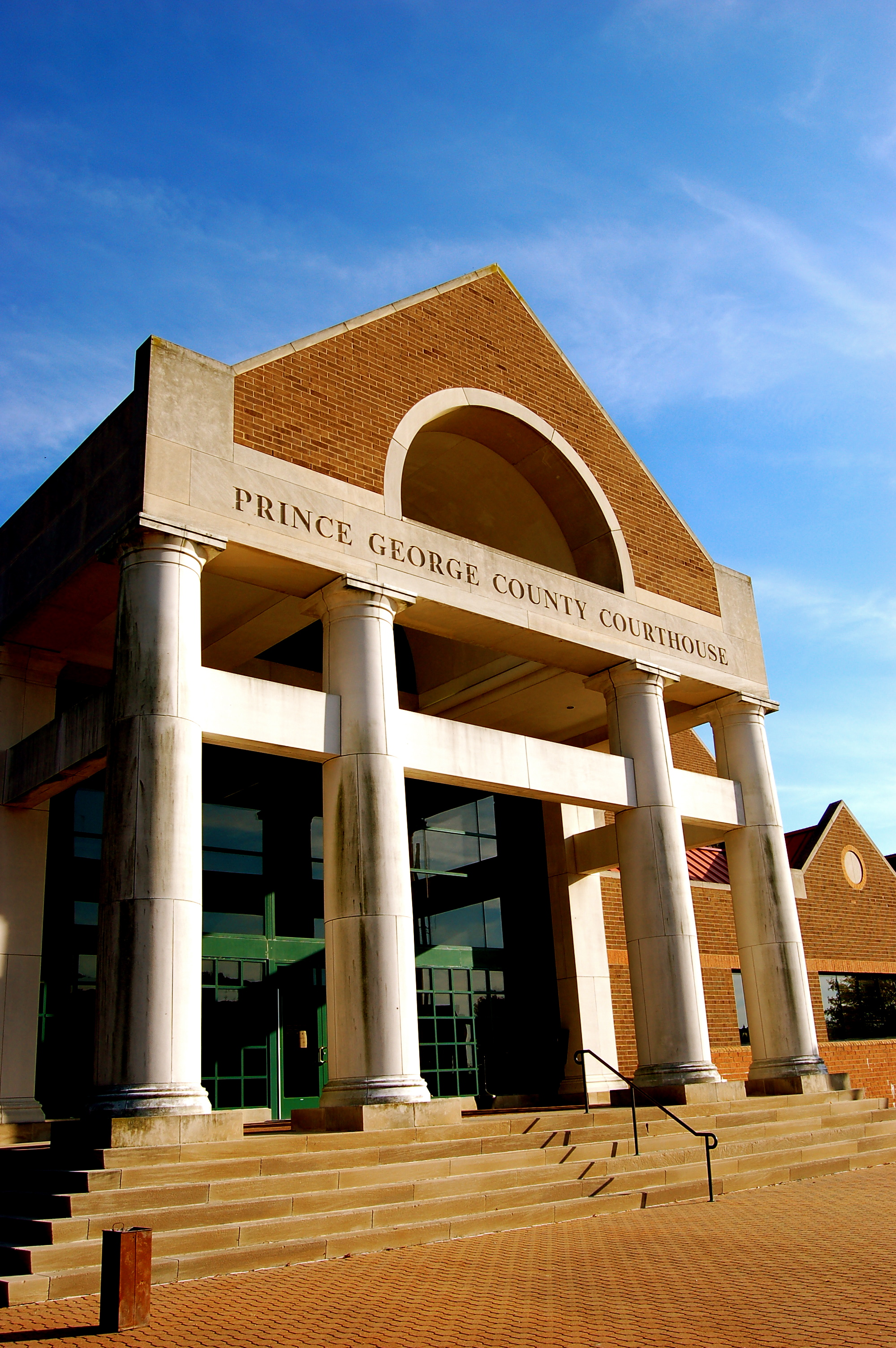
Comté de Prince George.
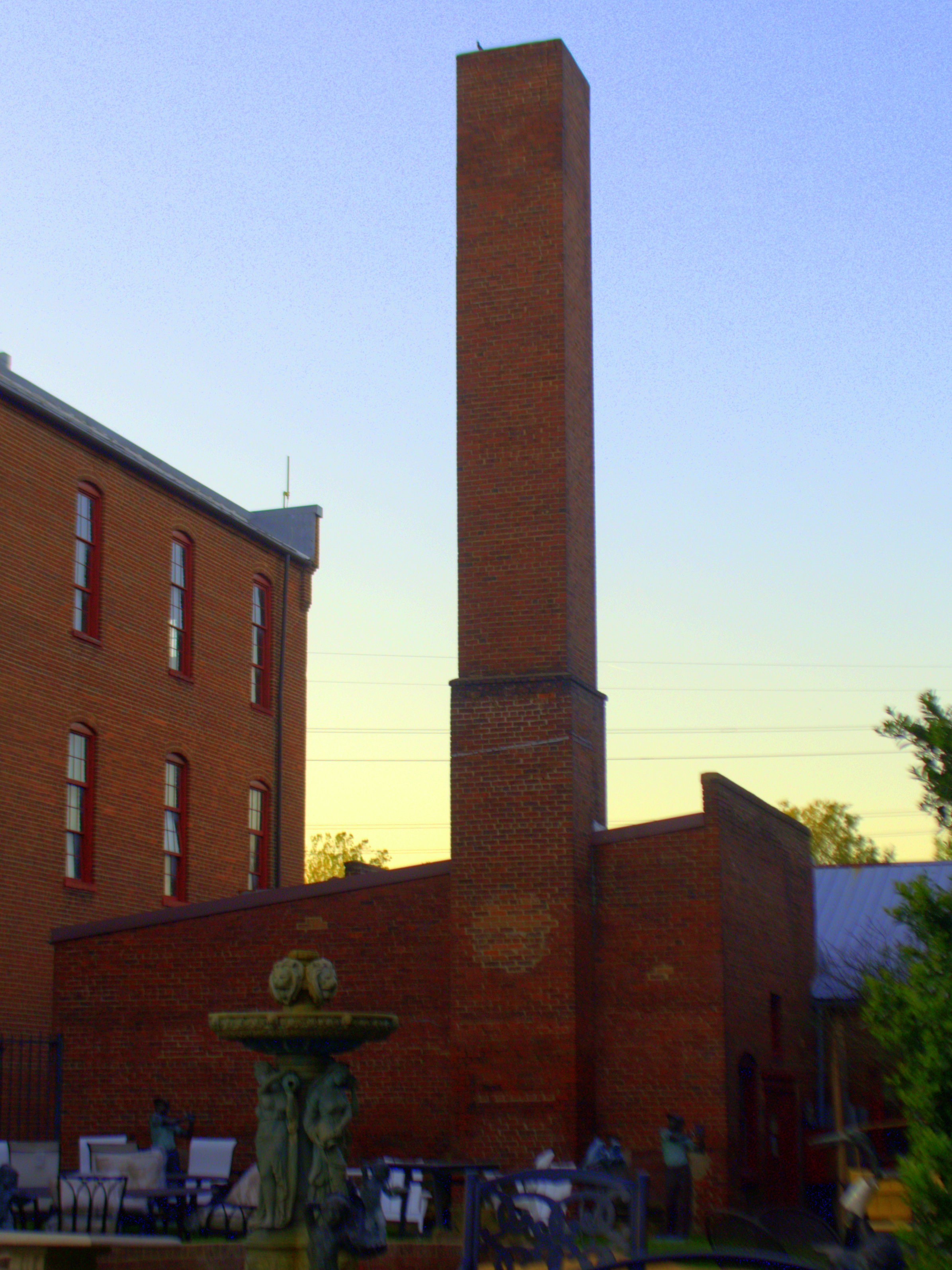
Farmville.
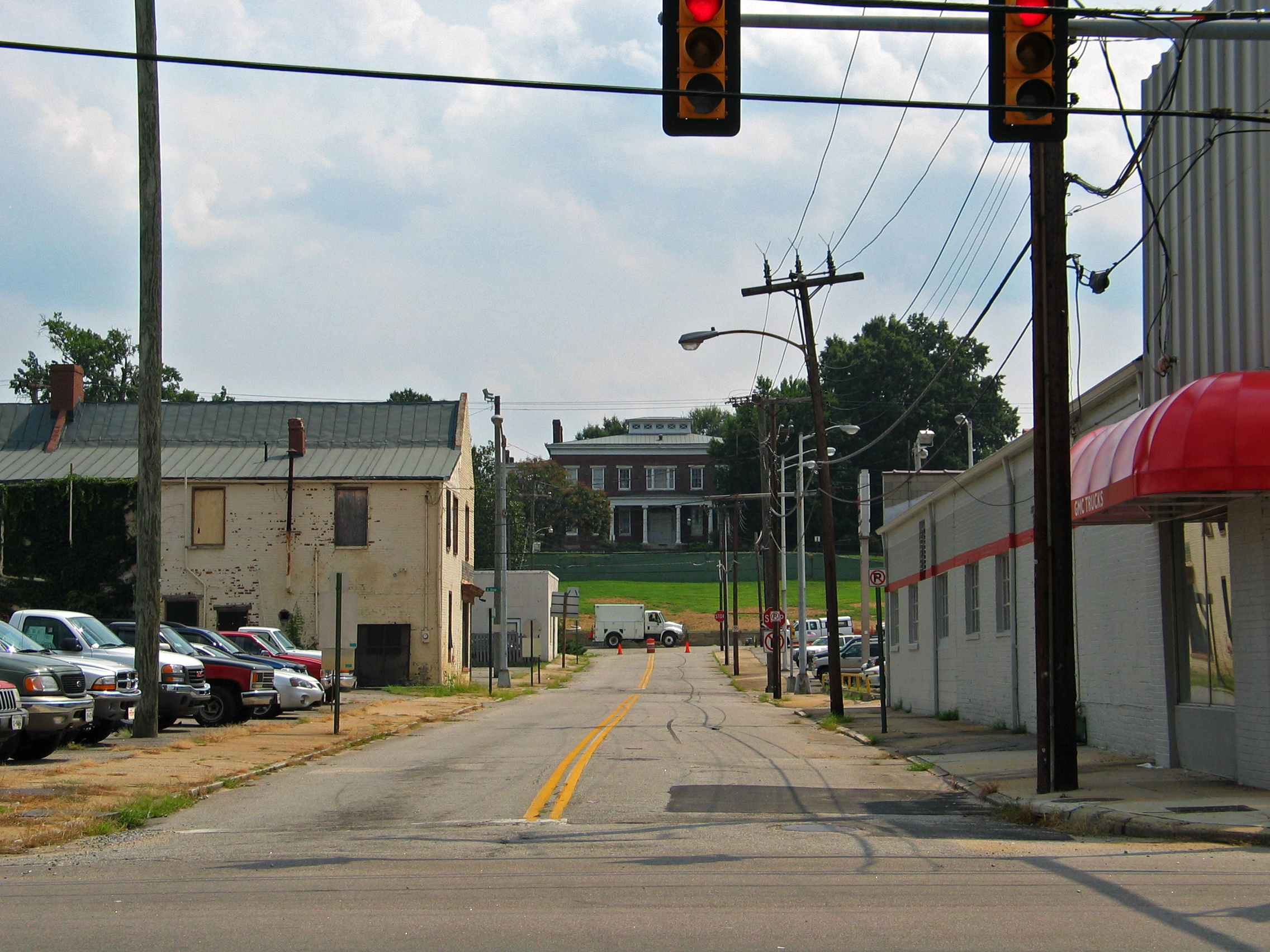
Richmond.
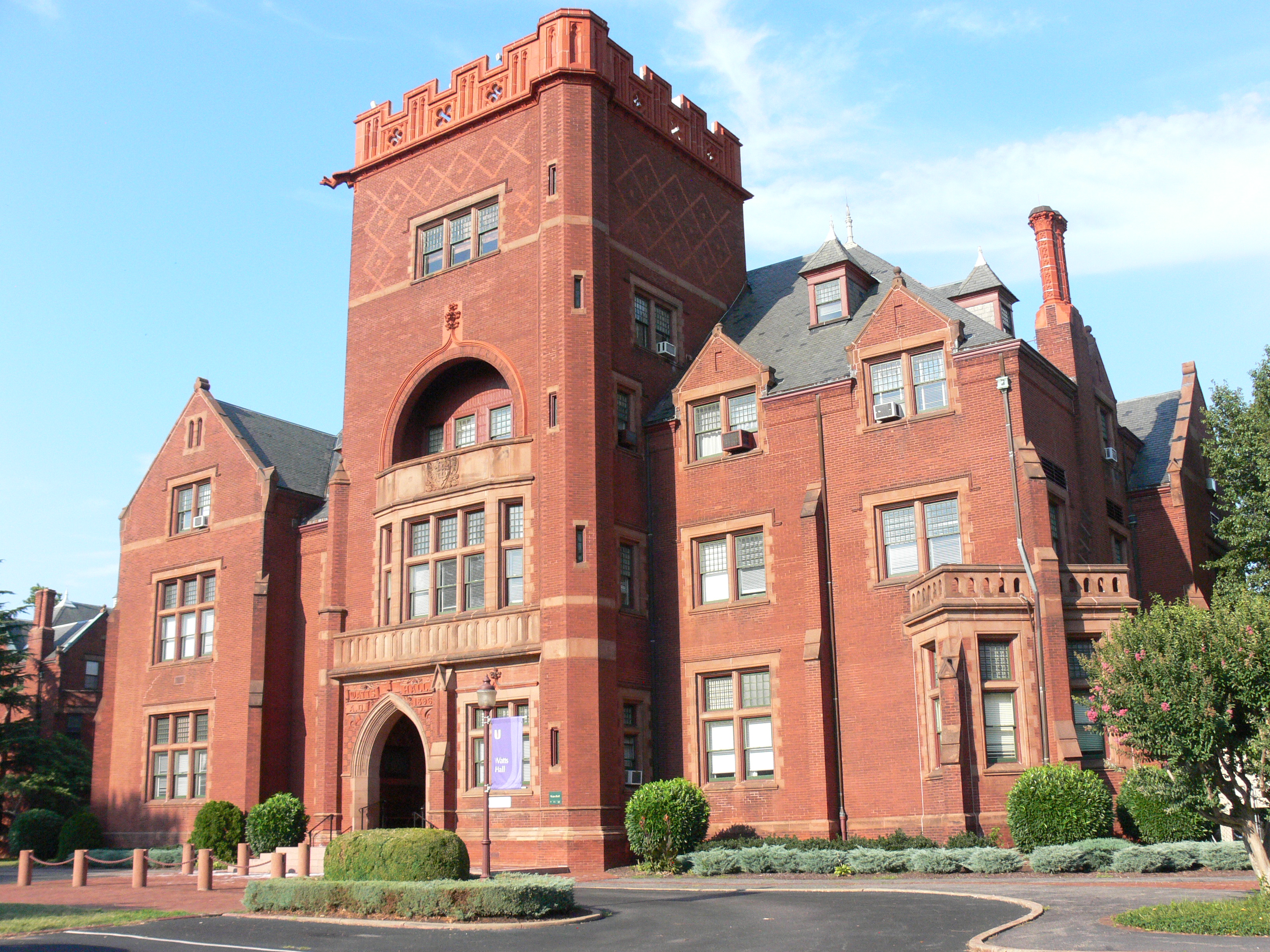

## Bande originale
La musique du film est composée par divers artistes.
| No  | Titre                                                               | Auteur                       | Artiste original         | Durée |
| --- | ------------------------------------------------------------------- | ---------------------------- | ------------------------ | ----- |
| 1.  | Glad To Be S.A.D.                                                   | Quentin Collins              | Quentin Collins          |       |
| 2.  | A Wolf in Dallas                                                    | Simon TaufiQue               |                          |       |
| 3.  | Concerto for Piano No.1 D-Min.op.15                                 | Johannes Brahms              |                          |       |
| 4.  | Symphony #4 In E-Minor, Op.98 - Allegro Non Troppo                  | Johannes Brahms              | The Kinks                |       |
| 5.  | Mean Joe Green                                                      | Rob Levkulich                | Local Honey              |       |
| 6.  | Quintet F.clarinet 2 Violins Viola & Cello B Min                    | Johannes Brahms              | Electric Light Orchestra |       |
| 7.  | Old Ways                                                            | Trevor Thomas                | Local Honey              |       |
| 8.  | Concerto for Violin & Orchestra in D Major op 77 Allegro Non Troppo | Johannes Brahms              |                          |       |
| 9.  | Sick Society                                                        | Leave No Doubt               | Shield Front             |       |
| 10. | I'm Gonna Fight It                                                  | Eytan Mirsky                 | Eytan Mirsky             |       |
| 11. | Raze It                                                             | Jeff Cherep et Alex Peightal | Submachine               |       |
| 12. | Symphony No.1 In C-Min. Op. 68                                      | Johannes Brahms              | John Kongos              |       |

## Accueil

### Critiques
Rotten Tomatoes donne une note d'approbation de 84% en se basant sur 76 critiques.